# Liridi
Liridi su meteorski roj kojemu je radijant u zviježđu Liri, pojavljuje se oko 20. travnja, a stiže s putanje kometa Thatcher. Opaža se već 2500 godina, a posebno je bio jak 15. pr. Kr. Brzina kojom se čestice meteorske kiše javljaju je oko 48 km/s. Učestalost je otprilike 10 meteora u satu (obično od 5 do 20). Liridi svijetle s prividnom magnitudom +2, a mogu se pojaviti i svjetliji.
| Godina | Liridi vidljivi između | Vrhunac pojave                                      | Meteora na sat |
| ------ | ---------------------- | --------------------------------------------------- | -------------- |
| 2007.  | 16. – 25. travnja      | 23. travnja                                         | 21             |
| 2008.  |                        | 20. travnja                                         |                |
| 2009.  | 16. – 25. travnja      | 22. travnja                                         | 15             |
| 2010.  | 16. – 25. travnja      | 22. travnja                                         | 20             |
| 2011.  |                        | 22. travnja                                         | 20             |
| 2012.  | 16. – 25. travnja      | 22. travnja i 26. travnja (vrhunac 37 ± 21 meteora) | 25/37          |
| 2013.  | 16. – 25. travnja      | 22. travnja                                         | 22             |
| 2014.  | 16. – 25. travnja      | 22. travnja                                         | 20             |

## Što uzrokuje meteorske pljuskove
Kako se približavanjem kometa Suncu povećava temperatura na njegovoj površini, led se počinje topiti i topljenjem leda komet se počinje raspadati te se tom vrtnjom oko Sunca kometi mrve. Iza njega ostaje trag prašine i komadića stijena. Ako se kometova putanja presiječe sa Zemljinom i na Zemljinoj stazi ostavi prašine, Zemlja će svake godine ulijetati u taj oblak prašine. Zbog trenja zraka u atmosferi, čestice prašine se zapale i u atmosferi nakratko ostave sjajan trag - nastaje meteor. Visina na kojoj nastaju ti tragovi izgaranja je od 40 do 80 km. Brzina kojom udaraju je oko 62 km/s (Perzeidi), te je velika rijetkost da meteor dođe do tla.
Meteorski rojevi nastaju s ulaskom Zemlje u oblak sitnih krutih čestica. Promatrajući staze meteora, čini nam se, zbog perspektive, da izviru iz jednog područja neba; to je radijant. Meteorskih rojeva ima nekoliko desetaka i odlikuju se dobom godine kada se javljaju. Rojevi nastaju od kometa koji još postoje ili koji su već nestali. Čak je i za mnoge sporadičke meteore nađeno da stižu s kometskih staza. No to ne isključuje mogućnost da rojevi nastaju u području ekliptike i na neki drugi način. Kometi su praćeni oblakom praha koji je najveće gustoće u blizini samog kometa; oblak praha protegnut stazom zvat ćemo meteorskim potokom. Na stazama starih kometa, a i kometa koji su nestali, prah je rasprostrt jednoliko. Do razlike u jačini pljuskova od godine do godine dolazi ako prah nije rasprostrt jednoliko uzduž potoka, jer Zemlja nije u prilici prijeći potok uvijek na mjestu istog zgušćenja. Potoke meteora poremećuje osim toga privlačna sila planeta. Pljusak traje po više dana. Među rojevima ima takvih koji su otkriveni danju, uz pomoć radiolokacije. Oni mogu predstavljati iste rojeve koji se u drugom dijelu godine jave noću. Jedan od dnevnih jesu β - tauridi, a njemu odgovaraju noćni, tauridi.